# Vendangeoir de Vorges
Le vendangeoir est un vendangeoir situé à Vorges, en France.

## Localisation
Le vendangeoir est situé sur la commune de Vorges, dans le département de l'Aisne.

## Historique
Le monument est inscrit au titre des monuments historiques en 1992.